# Apoštolská administratura Kavkazu
Apoštolská administratura Kavkaz je apoštolská administratura římskokatolické církve nacházející se v Gruzii.

## Území
Administratura rozšiřuje svoji jurisdikci nad všemi katolíky římského ritu, ve státech Gruzie a Arménie.
Sídlem je hlavní město Gruzie Tbilisi, kde se také nachází hlavní chrám administratury Katedrála Nanebevzetí Panny Marie.
Rozděluje se do 10 farností. K roku 2010 měla 50 000 věřících, 12 diecézních kněží, 10 řeholních kněží, 12 řeholníků a 30 řeholnic.

## Historie
Byla založena 30. prosince 1993 dekretem Quo aptius Kongregace pro biskupy s území převzaté z diecéze Tiraspol. Původně zahrnovala území Gruzie, Arménie a Ázerbájdžánu.
Dne 11. října 2000 byl z části jejího území Ázerbájdžánu vytvořena Misie sui iuris Baku.
Roku 2013 se do Gruzie vrátili Kapucíni, kteří byli roku 1845 odtud vyhnáni.

## Apoštolští administrátoři
- Giuseppe Pasotto, C.S.S. (od 1996)